# Мир без конца (роман Фоллетта)
«Мир без конца» (англ. World Without End) — исторический роман валлийского писателя Кена Фоллета, опубликованный в 2007 году. Вторая книга в трилогии Кингсбридж и продолжение «Столпов Земли», первого романа серии, вышедшего в 1989 году.
События «Мира без конца» происходят в том же вымышленном городе Кингсбридж, что и «Столпы Земли», и представляет потомков некоторых персонажей первого романа полтора века спустя. Сюжет разворачивается на основе двух исторически значимых событий XIV века — начало Столетней войны и эпидемия Чёрной смерти.

## Экранизация
В 2012 году вышел одноимённый исторический сериал, поставленный по этой книге.